# 小行星3281
小行星3281（3281 Maupertuis）是一颗围绕太阳公转的小行星。1938年2月24日，爾約·維薩拉在图尔库发现了此天体。
該小行星以法國數學家和天文學家皮埃爾·莫佩爾蒂命名。
这颗小行星的绝对星等为240.52201等。